# 赤井英和
赤井 英和（あかい ひでかず、本名同じ、1959年8月17日 - ）は、日本の俳優、タレント、元プロボクサー。プランニングメイ所属。血液型はA型。身長177cm、体重82kg。大阪府大阪市西成区出身。大阪市立今宮中学校、浪速高等学校、近畿大学商学部卒。
ボクサーとして「浪速のロッキー」の異名を取る活躍を見せた後、俳優に転身。現在は、大阪ではバラエティタレントとしての活動、東京では俳優としての活動が主体である。
好物は、東京・恵比寿の焼肉店「虎の穴」の厚切りハラミ。

## 来歴・人物

### 高校時代
中学・高校時代は喧嘩に負けた事がなく、大阪一帯にその名は響き渡っていた。自分より弱い者には全く手は出さず、常に「ここで一番強いの誰や! 勝負せい!」といった道場破り的な喧嘩を繰り返していたとされている。しかし、自伝などによれば、両手の指に数えられるくらいしかしたことがないと主張をしている。同世代に同じく喧嘩が強いとされていた前田日明がおり（学年は異なる）、この2人のエピソードを元に『喧嘩の花道』という作品が作られている。当時、近隣で有名な不良であった亀田三兄弟（現代の亀田三兄弟の父親である、亀田史郎を含む三兄弟）が「高校に進学したら赤井を倒す」と吹聴しているのを聞きつけ、「学校をサボって亀田長兄の通う中学に乗り込み、どつきに行った。史郎君はまだ小学生だった」と回想している。高校受験の際には併願で大阪府立住吉高等学校も受験し、トミーズ雅とニアミスしたという（次節で詳述）。

### トミーズ雅との友情
住吉高校の受験では、同年齢・同学年であった北村雅英（トミーズ雅）にその姿を目撃されていた。その時はまだお互いが誰であるかは知らなかったものの、血気盛んな双方はメンチを斬り合って一触即発の危機となる。受験会場のため、喧嘩は回避されたが、後日、雅はそれが赤井であったことを知り、安心したと同時に、「赤井の不合格を祈った」と語っている。合格発表の際、自分の受験番号よりも先に赤井の受験番号を探し、赤井の不合格を確認するとホッと胸をなで下ろしたという。奇しくもこの時に出会った二人は、後に同じボクサーから芸能界への道を歩み、さらには友情を築くことになった。赤井は「雅」、雅は「赤井」と呼び合う。なお、住吉高校は雅の相方であるトミーズ健も受験しており、健も合格している。
雅はスーパーウェルター級のランカーであり、赤井が所持していたスーパーライト級より重い階級である。なお、一度だけ赤井と雅はスパーリングを行った事がある。ボクシングでは先輩でなおかつ階級が下の赤井に教えてやろうと思ったが、赤井の左ジャブを浴びる度にこん棒で鼻を突かれるような衝撃を受け「こいつには勝てない」と悟ったという。

### プロボクサーデビュー
浪速高等学校（浪高）入学と同時にボクシング部で活躍し、3年生にライトウェルター級でインターハイ、アジアジュニアアマチュアボクシング選手権を優勝した実績を引っさげて、近畿大学進学、東京オリンピック日本代表浜田吉治郎の指導を受けた。浪高の2学年下のインターハイチャンピオン・釘田修吉（現在タレントの和泉修）とは今も交友がある。同期で大阪のライバル、浪商高校のボクシング部には後の1984年ロサンゼルスオリンピック日本代表で名城信男の恩師でもある高見公明もいた。高見は赤井と同じインターハイで優勝している。1980年モスクワオリンピックでも日本代表は確実視されたが結局補欠にとどまる（ライト級、代表は荒井幸人）。その後、いわゆる東西冷戦のあおりを受けての日本代表の出場辞退（ボイコット）により、モスクワオリンピック出場への道を完全に断たれたことから学生プロボクサーに転向することが決まり、1980年9月に愛寿ボクシングジム（現グリーンツダボクシングジム）に入門。アマチュア時代は、新進ボクシングジム（現新日本大阪ボクシングジム）に、在籍していた。

### 浪速のロッキー
プロになってからの赤井は、プロ4戦目の全日本新人王決定戦では尾崎富士雄に3RKO勝ちしジュニアウェルター級全日本新人王を獲得、その後も攻撃型ボクサーとして当時の日本記録であるデビュー以来12試合連続ノックアウト勝ちという快挙を成し遂げ、その試合スタイルから「浪速のロッキー」という愛称が付いた。強打を武器に世界タイトル獲得も時間の問題とまでいわれ、試合後のユニークなインタビューのコメントも人気を呼び、ノンタイトル戦ながら全国中継（朝日放送発）で取り上げられるまでに注目を集めた。当時関西出身の世界王者渡辺二郎よりも赤井の人気と知名度は高かった。

### 世界タイトル挑戦
1983年7月7日、近畿大学記念会館で行われたWBC世界スーパーライト級タイトルマッチで、アメリカのブルース・カリーに挑戦。試合前日の記者会見で「7月7日やから7回に倒してパチンコのフィーバーにしたる」と宣言していたが、皮肉にも第7ラウンドでTKO負けを喫してしまい、世界タイトルは逃してしまった。まもなく敗戦のショックにより、引退をほのめかすような一筆を残して失踪。しかし、数日後現役続行を決意する。
この世界挑戦敗退後、正式に赤井の専属トレーナーとなるエディ・タウンゼントは、誰とは明言していないが、そのボクサーは優れた才能は持っているが、ボクサーとしては誘惑に弱すぎた、誘惑の味を知ってからの世界へのスタートは遅すぎる、という趣旨の発言を後にしている（「赤井とはもう少し早く一緒にやりたかった」等）。この発言は、赤井のことを示しているとされている。

### KO負け・怪我・引退
その後、赤井は再び世界を目指すべく再起をかけることになり、2度目の世界タイトルを目指そうとした前哨戦として、1985年2月5日に開かれた大和田正春との試合に臨む。しかしこの試合、赤井はあまりにも大和田の強打に打たれ過ぎ、またも第7ラウンドでのKO負けの後、意識不明に陥る。急性硬膜下血腫、脳挫傷と診断され、大阪市内の富永病院で開頭手術が行われた。搬送時生存率20%、手術後生存率50%と極めて重篤な状態であったが、無事に回復（本人曰く、開頭中に意識が回復し、タオルで包まれた自分の脳を触ったという。触ると強烈な吐き気を催したが、その理由が解らず何度も触っては吐き気を催したと証言していた）。回復後はボクサー復帰も視野に入れていたが、医師からボクサーを引退するように勧告を受け、現役を引退する。
この生死をさまよっていた時、浪速高等学校ボクシング部の先輩であった藤本義一は、気の早いあるスポーツ紙に追悼文を書くように依頼されたという。しかし、「（まだ死んでもいないのに）冗談じゃない!」と一蹴した。その後赤井は、藤本と出会った際に「ありがとうございました」と、お礼を言ったという。
なお赤井は、2009年10月6日未明にフジテレビで放送された特別番組『僕と家族の公式記録』で、非公式ながら引退後25年振りにリングへ復帰（関西テレビでは同年10月14日未明に放送）。1ヶ月に及ぶ禁酒・禁煙と、現在の妻が帯同したトレーニングの末に、現役のWBC世界バンタム級王者・長谷川穂積と3ラウンド（1ラウンド3分）の公開スパーリングに臨んだ。
上記の挑戦では、脳挫傷の影響が懸念されたが、医師による診察の結果「右側頭部にパンチをもらわない」との条件付きで試合を許可。番組制作者も、「体重を75kgにまで減らさなければ挑戦権を剥奪する」との制約を赤井に課す一方で、トレーニングの途中までは赤井に対戦相手を明かさなかった。
赤井自身は、引退後に節制とは縁遠い生活を続けた影響で、トレーニング前には現役時代の全盛期から体重が16kgも増えていた。しかし、「50歳の自分が真剣に戦うことで、（部員の不祥事で2009年6月に廃部へ追い込まれた）近畿大学ボクシング部の後輩たちに、“ボクシングは素晴らしい”とのメッセージを送りたい」との決意を胸に、178ラウンドに及ぶトレーニングで、5.2kgの減量に成功。この減量で体重が75kgを切ったことから、母校の浪速高校内に設けられたリングで、長谷川との対戦を実現させた。

### 俳優・タレントとしての経歴
引退後、母校・近畿大学のボクシング部コーチなど後継者育成を行っていたが、1988年に映画『またまたあぶない刑事』にゲスト出演し、俳優デビューを飾る。エンドロールには、名前の隣に「（浪花のロッキー）」のテロップがある。そして1989年に上映された阪本順治監督の『どついたるねん』で主役デビュー。この映画は赤井自身のボクサーとしての半生を絡ませた自伝的作品で、現役最終戦の対戦相手となった大和田も特別友情出演として登場し、その壮絶なファイトを再現した。
主な出演映画は、『どついたるねん』の他、『幻の光』（1995年）、『十五才 学校IV』（2000年）など。主にキャラクターを生かした熱血タイプの関西人役が多い。『東京エレベーターガール』では、妻子が別にありながら主人公の少女（宮沢りえ）とプラトニックな恋をする準主役でレギュラー出演した。ドラマ『高校教師』では、生活指導に厳しい体育教師を演じる。また、『人間・失格〜たとえばぼくが死んだら』では、死に追い込まれた息子の復讐に奔走する父親役で連続ドラマに初主演し、一躍有名になる。その後も『セカンド・チャンス』、『略奪愛・アブない女』などの人気ドラマで主演を務めた。また、2013年の大ヒットドラマ『半沢直樹』で、前半で主人公半沢直樹のよきパートナーである竹下社長を好演し、話題となる。
1993年には、裕木奈江らと共に、『24時間テレビ』のパーソナリティーを務めた。
バラエティ番組にも多数出演しており、タレントとしても活躍中である。『ごきげん!ブランニュ』の中では「逆に!!」「うまっい（美味い）のぉ!!」等のギャグがある。また番組では下ネタを言ったり、おならをしたりするなど自由奔放なところがある。また放送中に、スクーバダイビング関連会社のイメージキャラクターとしてプロフェッショナルのモデルダイバーを務めたこともある。
2022年8月28日より徳島県南部の観光を盛り上げる「四国の右下」観光大使を務める。任期は3年間の予定。

### ドラマでの共演
ドラマで赤井が共演する機会が多いのが、堂本剛である。『人間・失格〜たとえばぼくが死んだら』（親子）や『セカンド・チャンス』（恋愛相手の連れ子）、『to Heart 〜恋して死にたい〜』（ボクサーとコーチ）にて共演しており、縁が深い。またこれらの3作はいずれもTBSの伊藤一尋プロデュース作品である。

### 「だるま」の赤井さん
大阪新世界に、赤井はじめ彼の先輩・後輩たちが立ち寄っていた串カツ店「だるま」がある。赤井は学生時代以来、ボクシングの練習の帰りや、引退してからは大阪に来る度に立ち寄る常連客であった。しかし、2000年頃、店主の病気の関係上から廃業を検討していた。赤井は「このままではいけない、何とか存続させたい」と奔走し、高校時代のボクシング部の後輩の上山勝也を引き抜き、店主の元で修業させた。こうして「だるま」は再び暖簾を上げ、以降も2号店、3号店をオープンさせる盛況となった。

### アマチュアボクシング指導資格の取得
2011年8月7日、日本アマチュアボクシング連盟特別委員会の決定として、プロ経験者のアマチュアボクシング復帰を認める規則により、アマチュアボクシング指導資格の適用第1号となる。
2012年10月、2009年に部員の不祥事により廃部になっていた母校近畿大学ボクシング部が活動再開するにあたり、総監督に就任。これにより指導者としてではあるが、赤井は再びボクシング界に復帰した。その後、大阪圏でのテレビのレギュラー番組が無くなったことにより来阪および部員への定期的な指導が難しくなったことから、2016年4月に総監督を退任して名誉監督となった。

### 私生活
前妻との間に2女、再婚した妻佳子との間に2男1女がいる。前妻との間に生まれた次女の沙希は、モデル・女優・タレント・プロレスラーとして活動している。長男の英五郎はプロボクサー（1994年9月22日 - ）。次男の英佳は俳優で、2015年の24時間テレビチャリティドラマで父の英和と共演した。
佳子とは1993年に結婚。結婚に至った経緯は、佳子が英和の実家に押し掛けたことだった。佳子との間に生まれた長男の英五郎は、2015年よりアマチュアボクシング選手として、リオオリンピック出場を目指す。英和は、モスクワオリンピックの代表候補だったが、ボイコットで出場は出来なかった。英五郎は父が果たせなかった五輪出場を目指していたが、左アキレス腱（けん）断裂、左手首のじん帯断裂と怪我が重なり五輪の夢は儚く散った。英五郎は、その後手術を経て2021年9月に名門・帝拳ジムからプロボクサーとしてデビューした。ちなみに完全な一致とは言えないが英和が「20歳でプロデビューし、25歳でプロを引退」し、英五郎は「20歳でアマデビューし、25歳でアマを引退」と英五郎が思っている共通点もある。
佳子との間に生まれたつかさは2017ミス・ユニバース・ジャパン東京大会で審査員特別賞を受賞した。
2022年10月25日に放送の「徹子の部屋」に佳子と二人で出演し、そこで、長男の英五郎、二男の英佳の妹で、つかさの姉にあたる双子の娘を失くしていたことを明かす。1998年に誕生した双子は早産で、妹のももこは3日目に、姉のさくらこは7ヵ月で亡くなった。
なお、佳子のTwitterには20万人以上のフォロワーがおり、彼女が呟く赤井家の日常は、扶桑社から「赤井図鑑」(2021年11月17日発売)という題名で出版されている。
佳子との結婚30年目を迎えた2022年には「いい夫婦 パートナー・オブ・ザ・イヤー 2022」芸能部門に選出された。

## 戦績
- アマチュアボクシング：56戦 44勝 22KO・RSC 12敗
- プロボクシング：21戦 19勝 16KO 2敗

## 獲得タイトル
- アマチュアボクシング
  - インターハイ・ライトウェルター級優勝
  - アジアジュニア選手権ライトウェルター級優勝

## 出演

### 映画
- またまたあぶない刑事（1988年7月2日公開、東映、監督：一倉治雄） - 田山（浪速のロッキー） 役
- どついたるねん（1989年11月11日公開、ムービーギャング、監督：阪本順治） - 主演・安達英志 役
- きんぴら（1990年12月22日公開、東映、監督：一倉治雄） - 織田長信 役
- 王手（1991年11月25日公開、ムービーギャング、監督：阪本順治） - 主演・飛田歩 役
- Au Revoir Mon Amour 何日君再来（さらば英雄 愛と銃撃の彼方に）（1991年、香港 / 1994年9月26日日本公開、監督：トニー・オウ） - 野口 役
- 私を抱いてそしてキスして（1992年11月14日公開、東映、監督：佐藤純彌） - 高野晶 役
- 雷電（1994年5月28日公開、ヒーロー、監督：薬師寺光幸） - 主演・大石吉太郎 役
- 119（1994年11月5日公開、松竹、監督：竹中直人） - 主演・石井信幸 役
- 幻の光（1995年12月9日公開、シネカノン / テレビマンユニオン、監督：是枝裕和） - マスター 役
- 新唐獅子株式会社（1999年2月20日公開、ギャガ・コミュニケーションズ、監督：前田陽一） - 主演・黒田哲夫 役
- 十五才 学校IV（2000年11月11日公開、松竹、監督：山田洋次） - 佐々木康 役
- ウルトラシリーズ（松竹） - 春野勇次郎 役
  - ウルトラマンコスモス THE FIRST CONTACT（2001年7月20日公開、監督：飯島敏宏）
  - ウルトラマンコスモス2 THE BLUE PLANET（2002年8月3日公開、監督：北浦嗣巳） - 特別出演
  - ウルトラマンコスモス2 THE BLUE PLANET ムサシ（13才）少年編（2002年9月7日公開、監督：北浦嗣巳）
- 伝説のやくざ ボンノ（2002年9月21日公開、シネマパラダイス、監督：辻裕之） - 波谷守之 役
- すてごろ 梶原三兄弟激動昭和史（2003年6月14日公開、ジーピー・ミュージアム / リベロ、監督：光石富士朗） - 羽根田貢 役
- 赤目四十八瀧心中未遂（2003年10月25日公開、赤目製作所、監督：荒戸源次郎） - 新世界 役
- 新・日本の首領 波涛篇（2004年3月6日公開、シネマパラダイス、監督：高瀬將嗣） - 岡部慎次 役
- 劇場版 ナニワ金融道 灰原勝負! 帰死回生のおとしまえ!!（2005年7月2日公開、アートポート、監督：茅根隆史） - 友情出演
- ありがとう（2006年11月25日公開、東映、監督：万田邦敏） - 主演・古市忠夫 役
- 酒井家のしあわせ（2006年12月23日公開、ビターズ・エンド、監督：呉美保） - 菅原和吉 役
- 憑神（2007年6月23日公開、東映、監督：降旗康男） - 九頭龍為五郎（疫病神） 役
- 子猫の涙（2008年1月26日公開、トルネード・フィルム、監督：森岡利行） - 芹川刑事 役
- 時代（とき）を撃て・多喜二（2008年9月27日公開、監督：池田博穂）
- 秋深き（2008年11月8日公開、ビターズ・エンド、監督：池田敏春） - 小谷治 役
- 特命係長 只野仁 最後の劇場版（2008年12月6日公開、松竹、監督：植田尚） - 山西裕一 役
- 山形スクリーム（2009年8月1日公開、ギャガ・コミュニケーションズ、監督：竹中直人） - 鹿島津 役
- Oh!マイブラザー 誰の心に届く…（2010年11月6日公開、MIRAI、監督：長尾久美子） - 主演・風間亮 役
- エイトレンジャー2（2014年7月26日公開、東宝、監督：堤幸彦） - 大鶴光之助 役[17]
- 表と裏シリーズ（オールインエンタテインメント、監督：藤原健一） - 鬼嶋修一 役
  - 表と裏（2015年3月14日公開）
  - 表と裏 第2章（2015年8月29日公開）
  - 表と裏 最終章（2016年2月6日公開）
- あしたになれば。（2015年3月21日公開、ユナイテッドエンタテインメント、監督：三原光尋） - 松井幸雄 役
- はなちゃんのみそ汁（2015年12月19日公開、東京テアトル、監督：阿久根知昭） - 松尾陽一 役
- 64-ロクヨン- 前編・後編（2016年5月7日・6月11日公開、東宝、監督：瀬々敬久） - 望月 役
- CONFLICT 〜最大の抗争〜（2016年5月28日公開、オールインエンタテインメント、監督：藤原健一） - 安岡洋一 役
- 海すずめ（2016年7月2日公開、アークエンタテインメント、監督：大森研一） - 釣り人・山田 役（友情出演）
- 劇場版 新・ミナミの帝王 THE KING OF MINAMI（2017年1月14日公開、KATSU-do、監督：瑠東東一郎） - 沢木英雄 役
- 極道天下布武（2017年6月15日公開、監督：港雄二） - 甘倉義景 役
- 文福茶釜（2018年10月20日公開、KATSU-do、監督：大畑拓也） - 菊池泰三 役
- 海にのせたガズの夢（2018年11月10日公開、アールツーエンタテインメント、監督：矢口鉄太郎） - 宮内茂樹 役[18]
- 七つの会議（2019年2月1日公開、東宝、監督：福澤克雄） - 前川 役
- セカイイチオイシイ水～マロンパティの涙～（2019年9月21日公開、太秦、監督：目黒啓太） - 岩田公彦 役[19]
- ねばぎば 新世界（2021年7月10日公開、10ANTS / 渋谷プロダクション、監督：上西雄大） - 主演・村上勝太郎（勝吉） 役（上西雄大とのW主演）[20]
- 軍艦少年（2021年12月10日公開、ハピネットファントム・スタジオ、監督：Yuki Saito） - 野母崎巌 役[21]
- あしやのきゅうしょく（2022年3月4日公開、アークエンタテインメント、監督：白羽弥仁） - 高杉公一 役[22]
- AKAI（2022年9月9日公開、ギャガ、監督：赤井英五郎） - 主演[23]
- 渚に咲く花（2022年11月11日公開、ライスフィールド、監督：松田圭太） - 鉄二 役[24]
- ナニワ金融道シリーズ（2022年公開、ティ・ジョイ、監督：藤澤浩和） - 高山和夫 役[25]
  - ナニワ金融道〜灰原、帝国金融の門を叩く!〜（2022年11月25日公開）
  - ナニワ金融道〜銭と泪と権利と女〜（2022年12月2日公開）
  - ナニワ金融道〜大蛇市マネーウォーズ〜（2022年12月9日公開）
- 宮古島物語 ふたたヴィラ（2023年3月18日公開、10ANTS、監督：上西雄大） - 碧海勘吉 役[26]
- オレンジ・ランプ（2023年6月30日公開、ギャガ、監督：三原光尋） - 島崎社長 役[27]
- 明日を綴る写真館（2024年6月7日公開、アスミック・エース、監督：秋山純） - ラーメン屋の大将 役[28]
- eスポーーーーツ!!リアルタイムバトル将棋EDITION（2024年10月11日公開、アマラール株式会社、監督：泊誠也） - 主演・G 役（清井咲希とのW主演）[29]
- 裏社員。-スパイやらせてもろてます‐（2025年5月2日公開、松竹、監督：瑠東東一郎）[30]

### テレビドラマ
- 結婚してシマッタ! 第6話（1988年8月3日、TBS） - 田村 役
- お待たせ必殺ワイド 仕事人vs秘拳三日殺し軍団 主水、競馬で大穴を狙う!?（1988年9月30日、朝日放送・テレビ朝日系） - 黒覆面の僧 役
- ドラマスペシャル「パチンコについての二、三の事柄」（1988年12月24日、朝日放送）
- 大河ドラマ（NHK）
  - 太平記 第3回 - 第38回（1991年1月20日 - 9月22日） - 楠木正季 役
  - 秀吉 第1回 - 第48回（1996年1月7日 - 12月15日） - 石川五右衛門 役
- 東京エレベーターガール（1992年1月10日 - 3月20日、TBS） - 吉本一芳 役
- ミステリー体験ゾーン 本当にあった怖い話 第4回「黒いカバン」（1992年5月11日、テレビ朝日） - 主演・拓美 役
- 逃亡者（1992年7月1日 - 9月16日、フジテレビ） - 飯塚広 役
- 金曜ドラマシアター →金曜エンタテイメント →金曜プレステージ（フジテレビ）
  - 「昭和推理傑作選・横溝正史シリーズ 本陣殺人事件」（1992年10月2日、フジテレビ） - 田谷照三 役
  - 「刑事で悪いか!?」（1994年6月17日） - 主演・荒木刑事 役
    - 「刑事で悪いか（Ⅱ）」（1997年2月16日、大阪地区放送）

  - 「単独房の少女たち おばちゃん院長律子の人生なげたらアカン!!」（1999年7月30日）
  - 「ハマの静香は事件がお好き」シリーズ（2003年 - 2009年） - 朝日虎之助 役
    - 「ハマの静香は事件がお好き episode1」（2003年4月25日）
    - 「ハマの静香は事件がお好き episode2」（2004年6月11日）
    - 「ハマの静香は事件がお好き episode3」（2005年3月18日）
    - 「ハマの静香は事件がお好き episode4」（2006年7月7日）
    - 「ハマの静香は事件がお好き episode5」（2008年4月25日）
    - 「ハマの静香は事件がお好き episode6」（2009年8月21日）
- 戦慄のスーパーギャグドラマ 吉本最後の日?（1992年10月8日、読売テレビ）
- 外科医有森冴子II 第8話（1992年11月28日、日本テレビ）
- ドラマシティー'92「雀色時」（1992年12月10日、読売テレビ・日本テレビ系） - 別所貢 役
- 包丁いっぽん～夢、みてますか（1993年1月8日 - 3月19日、NHK総合） - 唯志 役
- 高校教師（1993年1月8日 - 3月19日、TBS） - 新庄徹 役
- 火曜サスペンス劇場（日本テレビ）
  - 「お巡りさん」（1993年11月9日） - 主演
  - 「警視庁鑑識班9」（2000年4月18日） - 細井貞夫 役
  - 「京都金沢殺人事件シリーズ」（2002年 - 2005年） - 五代善三 役
    - 「京都金沢わらべ唄殺人事件」（2002年3月5日）
    - 「京都金沢舌切り雀殺人事件」（2002年8月20日）
    - 「京都金沢一寸法師殺人事件」（2003年3月11日）
    - 「京都金沢浦島太郎殺人事件」（2003年5月13日）
    - 「京都金沢鶴の恩返し殺人事件」（2004年1月27日）
    - 「京都金沢花咲爺殺人事件」（2004年4月20日）
    - 「京都金沢かぐや姫殺人事件」（2004年10月19日）
    - 「京都金沢雪女殺人事件」（2005年4月19日）
- 新・部長刑事 アーバンポリス24スペシャル（1994年4月9日・1995年10月14日、朝日放送）
- 人間・失格〜たとえばぼくが死んだら（1994年7月8日 - 9月23日、TBS） - 主演・大場衛 役
- ドラマ特別企画「好きやねん父ちゃん!」シリーズ（1994年・1995年、TBS） - 主演・耕作 役
  - 「好きやねん父ちゃん!」（1994年10月2日）
  - 「好きやねん父ちゃん2」（1995年4月2日）
  - 「好きやねん父ちゃん3」（1995年10月1日）
- 連続テレビ小説（NHK）
  - 春よ、来い 第97話 - 最終話（1995年1月28日 - 9月30日） - 竹中洋介 役
  - まんてん（2002年9月30日 - 2003年3月29日） - 日高源吉 役
  - だんだん 第17話・第18話、第50話、第56話 - 第59話（2008年10月17日・18日、11月25日、12月2日 - 5日） - 難波彰彦 役
  - てっぱん 第14話 - 最終話（2010年10月12日 - 2011年4月2日） - 神田栄治 役
- 私、味方です 第8回（1995年3月2日、TBS）
- セカンド・チャンス（1995年4月14日 - 6月30日、TBS） - 主演・野田勤 役（田中美佐子とのW主演）
  - 帰ってきたセカンド・チャンス（1996年12月20日）
- 好きやねん（1995年7月6日 - 9月21日、読売テレビ・日本テレビ系） - 竜崎一路 役
- 赤井英和・ダイナミック時代劇スペシャル「鬼麿斬人剣 天下無双の刀鍛冶 愛と青春の七番勝負!」（1995年12月28日、テレビ朝日） - 主演・鬼麿 役
- 奇跡のロマンス（1996年1月10日 - 3月13日、日本テレビ） - 主演・久住武蔵 役
- その気になるまで（1996年4月7日 - 6月30日、TBS） - 大野木誠 役
- ドラマスペシャル'96秋「恋物語 せつない夜は逢いたくて」 Vol.1 その人の匂い（1996年9月27日、TBS）
- ドラマ特別企画「この街が、好きやねん」（1996年10月6日、TBS） - 主演
- 司馬遼太郎原作「竜馬がゆく」（1997年1月1日、TBS） - 西郷吉之助 役
- 最高の食卓（1997年4月17日 - 6月26日、テレビ朝日） - 主演・宇田裕太郎 役
- サントリーミステリースペシャル「風よ、撃て」（1997年12月6日、朝日放送・テレビ朝日系） - 主演・佐竹亨 役
- Xmas特別企画「Christmas FOOL」（1997年12月25日、TBS） - 信一郎 役
- 略奪愛・アブない女（1998年1月9日 - 3月27日、TBS） - 主演・浅野岳史 役
- 月曜ドラマスペシャル →月曜ミステリー劇場 →月曜ゴールデン →月曜名作劇場 →ドラマ特別企画（TBS）
  - 「夏の旅情サスペンス 京都・隠岐殺人事件」（1998年7月13日、毎日放送） - 主演・安芸津一平 役
  - 「秋の特別企画 七人の刑事〜最後の捜査線」（1998年10月12日） - 静岡県警刑事・タケナガ 役
  - 「新宿ホスト殺人事件」（1998年11月2日） - 村上隆夫 役（特別出演）
  - 「アドベンチャー探偵の事件簿 函館カニ食べ放題殺人事件」（2000年11月6日） - 主演・越智健太郎 役
    - 「アドベンチャー探偵の事件簿2 米沢牛しゃぶしゃぶ食べ放題殺人事件」（2002年5月20日）

  - 「私だってキレるわよ!」 第1話「噂の女」（2001年3月5日）
  - 「かあさん保護司 神崎アイの熱血事件簿」（2001年12月17日、毎日放送） - 慎太郎 役
  - 「上条麗子の事件推理5～函館・洞爺湖・白老・札幌～流れ質屋の罠・心の家を求めて」（2006年4月17日） - 宝田銀平 役
  - 「警視庁機動捜査隊216」シリーズ（2010年 - ） - 金子洋平 役
    - 「警視庁機動捜査隊216「長い夜」」（2010年7月19日）
    - 「警視庁機動捜査隊216II 危険な女たち」（2011年10月31日）
    - 「警視庁機動捜査隊216III 命の値段」（2012年12月24日）
    - 「警視庁機動捜査隊216IV 孤独の叫び」（2014年9月8日）
    - 「警視庁機動捜査隊216V まだ見ぬ夜明け」（2015年12月21日）
    - 「警視庁機動捜査隊216VI 絶てない鎖」（2016年9月12日）
    - 「警視庁機動捜査隊216Ⅶ 悪意の果て」（2017年6月5日）
    - 「警視庁機動捜査隊216Ⅷ 傷痕」（2017年9月4日）
    - 「警視庁機動捜査隊216 episode9 硝子の絆」（2018年6月18日）
    - 「警視庁機動捜査隊216 10」（2019年4月1日）

  - 「ツインズ〜早乙女兄弟の推理日誌〜」（2014年1月27日） - 水田勇作 役
- ウルトラマンダイナ 第48話（1998年8月8日、毎日放送・TBS系） - ムサシ・ホウサク（チャダビン星人） 役（特別出演）
- ママチャリ刑事 第10回・最終回（1999年3月11日・18日、TBS） - 岡島次郎 役
- 浜田雅功の実験ドラマ 平成ミステリー事件簿「暴走ラーメン」（1999年3月18日、朝日放送・テレビ朝日系）
- to Heart 〜恋して死にたい〜（1999年7月2日 - 9月17日、TBS） - 吉井勝 役
- 笑ゥせぇるすまん SALE3（1999年7月10日、テレビ朝日） - 豊島茂 役
- 松本清張特別企画・顔（1999年10月7日、TBS） - 沢木雄二 役
- 土曜ワイド劇場（テレビ朝日）
  - 「巡査鉄兵の推理日誌」（2000年8月5日） - 主演・三波鉄兵 役
    - 「巡査鉄兵の推理日誌2」（2001年8月4日）

  - 「大阪社会部ひまダネ記者」（2003年6月21日、朝日放送） - 主演・力石健作 役
- カネボウヒューマンスペシャル「大地の産声が聞こえる -15歳 いちご薄書-」（2000年2月8日、日本テレビ）
- ドラマスペシャル「天の瞳」シリーズ（2000年 - 2002年、テレビ朝日） - 小瀬宗次郎 役
  - 「天の瞳」（2000年3月25日）
  - 「天の瞳2」（2001年3月24日）
  - 「天の瞳3」（2002年12月19日）
- なごや千客万来（2000年6月23日 - 7月28日、NHK総合） - 堀川克司 役
- ドラマスペシャル「オカン」（2000年9月3日、読売テレビ） - 北村紀夫 役
- ミヤコ蝶々さん追悼特別企画ドラマ「ナニワ刑事と肝っ玉母ちゃん」（2000年10月29日、関西テレビ） - 主演
- 女と愛とミステリー →水曜ミステリー9（テレビ東京）
  - 「『開運!なんでも鑑定団』殺人事件」（2001年6月20日） - 主演・天宮航平 役
  - 「伊豆・金沢犀賀焼殺人事件」（2003年7月9日） - 主演・冬木雅彦 役
  - 「刑事の十字架」（2014年5月7日） - 郷田力 役
- 明日があるさ 第10話（2001年6月23日、日本テレビ） - 谷口 役
- フレーフレー人生!（2001年7月2日 - 9月10日、読売テレビ・日本テレビ系） - 結城大地 役
- 最後の家族（2001年10月18日 - 12月13日、テレビ朝日） - 内山秀吉 役
- テレビ大阪開局20周年ドラマ「ミヤコ蝶々物語～いちずに生きた。わろうて、泣けた。～」（2002年1月7日、テレビ大阪・テレビ東京系） - 特別出演
- テレビ愛知開局20周年記念特別番組「あかね空」（2003年9月15日、テレビ愛知・テレビ東京系） - 永吉 役
- 砂の器（2004年1月18日 - 3月28日、TBS） - 三木謙一 役
- 阪神淡路大震災10年特別企画 悲しみを勇気にかえて「おばあちゃんの指輪とともに」（2005年1月14日、MBS・TBS系）
- 新・京都迷宮案内 スペシャル（2005年3月24日、テレビ朝日） - 木村正道 役
- 女子刑務所東三号棟6（2005年9月22日、TBS） - 村瀬秀司 役
- ブラザー☆ビート 第1話・第9話（2005年10月13日・12月8日、TBS） - 桜井勤 役
- クライマーズ・ハイ（2005年12月10日・17日、NHK総合） - 安西耿一郎 役
- 巌流島ミステリー 武蔵が消した小次郎の真実（2007年11月12日、広島ホームテレビ・山口朝日放送・瀬戸内海放送・愛媛朝日テレビ / 2007年12月31日、テレビ朝日） - 宮本武蔵 役
- 陽炎の辻2 ～居眠り磐音 江戸双紙～ 第4話（2008年9月27日、NHK総合） - 深見屋重左衛門 役
- 14歳〜千原ジュニア たった1人の闘い（2009年3月12日、テレビ東京） - 父 役
- 経済ドキュメンタリードラマ ルビコンの決断（テレビ東京）
  - 大晦日特別版 「ニッポンの大決断 2009政権交代」（2009年12月31日） - 徳島県木頭村村長 役
  - 「葉っぱビジネスで稼げ!～限界集落おばあちゃんの挑戦～」（2010年1月14日） - 料亭板前 役
- 新・ミナミの帝王シリーズ（2010年 - 、関西テレビ） - 沢木英雄 役
  - 新・ミナミの帝王（2010年9月21日、フジテレビ系）
  - 新・ミナミの帝王 裏切りの実印（2011年3月27日）
  - 新・ミナミの帝王 仕掛けられた罠（2012年1月7日）
  - 新・ミナミの帝王 狙われた町工場（2012年3月17日）
  - 新・ミナミの帝王 紙クズ商売（2013年1月5日）
  - 新・ミナミの帝王 狙われた銀次郎（2013年3月16日）
  - 新・ミナミの帝王 銀次郎、ついに逮捕!?（2014年1月5日）
  - 新・ミナミの帝王 金儲けの方法、教えます!（2014年2月8日）
  - 新・ミナミの帝王 2万5千円の約束（2015年1月4日）
  - 新・ミナミの帝王 美人詐欺師の罠（2015年1月12日）
  - 新・ミナミの帝王 奨学金とオレオレ詐欺（2016年1月17日）
  - 新・ミナミの帝王 命の値段（2017年1月9日）
  - 新・ミナミの帝王 光と影（2017年1月14日）
  - 新・ミナミの帝王 得する離婚、損する離婚（2018年1月6日）
  - 新・ミナミの帝王 ニンベンの女（2018年1月13日）
  - 新・ミナミの帝王 過去からの罠（2019年1月5日）
  - 新・ミナミの帝王 親の心子知らず、子の心親知らず（2019年1月14日）
  - 新・ミナミの帝王 バイトテロの誘惑（2020年1月13日）
  - 新・ミナミの帝王 失われた絆（2020年1月18日）
  - 新・ミナミの帝王 銀次郎の愛した味を守れ!（2021年3月24日）
  - 新・ミナミの帝王 スキャンダルを暴け!銀次郎に託された遺言（2022年3月22日）
  - 新・ミナミの帝王 銀次郎の新たな敵は神様!?（2023年3月25日）
- スペシャルドラマ「坂の上の雲」 第3部 第12回（2011年12月18日、NHK総合） - 鈴木貫太郎 役
- 松本清張没後20年特別企画「危険な斜面」（2012年9月30日、フジテレビ） - 伊佐山徳司 役
- 半沢直樹 第1部（2013年7月7日 - 8月11日、TBS） - 竹下清彦 役
- 世にも奇妙な物語 '14春の特別編「復讐病棟」（2014年4月5日、フジテレビ） - 石田道夫 役
- 破門（疫病神シリーズ） 第1話 - 第5話（2015年1月9日 - 2月13日、BSスカパー!） - 小畠一三 役
- 2夜連続スペシャルドラマ「レッドクロス〜女たちの赤紙〜」（2015年8月1日・2日、TBS） - 中川光 役
- 24時間テレビスペシャルドラマ「母さん、俺は大丈夫」（2015年8月22日、日本テレビ） - 佐々木弘 役[31]
- 山本周五郎人情時代劇 第十話「泥棒と若殿」（2016年2月9日、BSジャパン） - 主演・伝九郎 役
- 99.9-刑事専門弁護士- 第1話（2016年4月17日、TBS） - 赤木義男 役
- 昼のセント酒 第七湯（2016年5月22日、テレビ東京） - 強面男・良夫 役[32]
- ラブドラマバラエティー 50キュン恋愛物語「ママの瞳をタイホする」（2016年10月11日、カンテレ・フジテレビ系） - 夫 役[33]
- 春の新作ミステリー「北海道警事件ファイル 警部補 五条聖子5」（2017年3月19日、テレビ東京） - 猪瀬卓司 役
- 大阪環状線 Part3 ひと駅ごとのスマイル 第6話（2018年2月21日、カンテレ） - 主演・タクシー運転手・谷口 役
- 警視庁ゼロ係～生活安全課なんでも相談室～THIRD SEASON 第3話（2018年8月17日、テレビ東京） - 本間剛史 役
- 大岡越前スペシャル ～親子をつなぐ名裁き～（2019年1月4日、NHK BSプレミアム） - 大坂屋与吉 役
- 集団左遷!! 第2話 - 第6話（2019年4月28日 - 5月26日、TBS） - 三嶋和生 役[34]
- 今野敏サスペンス 機捜235×強行犯係 樋口顕 第5話（2023年2月24日、テレビ東京） - 乾晃司 役[35]
- 月曜プレミア8「バンカケ〜警視庁自動車警ら隊」（2023年3月27日、テレビ東京） - 時坂吾郎 役[36]
- それってパクリじゃないですか?（2023年4月12日 - 6月14日、日本テレビ） - 増田一朗 役[37]

### 配信ドラマ
- 愛してナイト（2004年11月1日 - 2005年1月23日、Yahoo! JAPAN PR企画 CINEMA SELECTION） - 三田村秀之 役
- ナナフシギ 第1話、第4話 - 最終話（2022年1月11日、2月1日 - 3月1日、LINE NEWS VISION） - 体育教師・青沼 役
- 黙食女子 2022春SP 第2話（2022年3月25日、ひかりTV） - スペシャルゲスト
- グレーゾーン・アイランド（2022年8月1日 - 9月5日、YouTube Originals） - 安良城寅右衛門 役

### Webアニメ
- ミュードラ「オニコオニママ」（2010年1月27日・2月3日、フジテレビOn Demand） - カミナリオヤジ 役

### バラエティ番組
- 極楽自由区（1993年 - 1994年、TBS）
- なにわ友あれ赤井英和（1994年 - 1999年、毎日放送）
- キスだけじゃイヤッ!（1997年 - 2006年、読売テレビ・日本テレビ系） - 隔週
- ごきげん!ブランニュ（2001年 - 2016年、朝日放送） - 司会
- 水野真紀の魔法のレストラン（2001年 - 2016年、毎日放送） - 準レギュラー
- トナリの悩みの解決人（2003年 - 2004年、日本テレビ）
- オカンと娘（2004年 - 2005年、読売テレビ・日本テレビ系）
- 見知らぬ関西新発見!みしらん（2012年 - 2013年、朝日放送） - 司会

### ドキュメンタリー
- ホリデーにっぽん「31文字のエール〜詠み継がれる震災の歌〜」（2010年1月11日、NHK総合） - 語り
- 赤井英和が行く! 天国にいちばん近い島 ニューカレドニア 絶景!奇跡のハートの秘密（2015年7月11日、BS朝日） - ナビゲーター

### 教育番組
- テレビスポーツ教室 アマチュアボクシング（第1回〜第3回、NHK Eテレ） - 講師

### 通販番組
- 虎ノ門市場（テレビ東京） - 不定期出演

### CM （過去に出演したCMも含む）
- 阪神住建 - キングマンション堂島川
- NTTドコモ関西 - シャネルズ「ランナウェイ」の替え歌を披露した[38]。
- 引越社（アリさんマークの引越社）
- UCC上島珈琲 - UCCスーパー
- ロート製薬 - ロートZi:
- ミドリ電化
- セガ
- ツムラ
- モンテローザ - 白木屋
- サントリー - ダイナミック
- ナカヤマ
- 日清食品 - 日清ラ王
- ダンロップ
- 王子製紙 - ネピア『ドレミ』
- 麒麟麦酒 - キリンライトビール
- JT - ホープ（1990年 - 2003年）『芯からずぶといHOPE』『ホープの男。』といったキャッチフレーズでCM広告出演しており、電車などの交通広告や雑誌広告、店頭ポスターでイメージキャラクターを務めていた。
- マルフク-大手消費者金融のメインキャラクタに起用。同社は現在廃業。
- 朝日新聞（自身の半生が連載されるため、イメージキャラクターを務めた）
- RIZAP

### 舞台
- 幻の街（1993年6月11日 - 27日、六甲アイランドシアター / 11月19日 - 28日、PARCO劇場） - 主演・藤岡真二 役
- 石川五右衛門（1998年12月3日 - 25日、新歌舞伎座） - 主演・石川五右衛門 役
- 浪花人情おもろい町（1999年10月1日 - 24日、新歌舞伎座） - 主演・竹本テツ 役
- 浪花人情パラダイス（2000年8月1日 - 24日、中日劇場） - 主演・竹本テツ 役
- 川中美幸特別公演「晴姿 花の女棟梁～四天王寺五重塔復興記～」（2002年1月2日 - 28日、新歌舞伎座）
- 音楽劇「イシマツ～踊る東海道～」（2002年3月2日 - 24日、中日劇場） - 枚方の茂兵衛 / 清水の次郎長 役（一人二役）
- 五月薫風公演「大阪純情物語～惚れて惚れられ!女と男の泣き笑い!～」（2003年5月4日 - 27日、新歌舞伎座） - 市助 役
- 人情喜劇 おもろい町（2003年8月20日 - 10月11日、全国巡業公演） - 主演・竹本テツ 役
- あかね空（2004年10月3日 - 27日、新橋演舞場 / 2005年12月3日 - 25日、新歌舞伎座 / 2007年1月2日 - 27日、中日劇場） - 永吉 役
- 神野美伽特別公演「大相撲 女将さん奮闘記」（2007年3月4日 - 25日、新歌舞伎座） - 龍乃海親方 役
- プリティー・ガール（2007年11月2日 - 12月11日、シアターアプル ほか） - 江藤構治 役
- ファミリー大戦争～オヤジの嫁さん～（2008年2月6日 - 24日、三越劇場） - 大学教授 役
- 玉つき屋の千代さん～女ハスラー繁盛記～（2008年5月9日 - 25日、東京芸術劇場 中ホール） - 南川栄一 役
- 神野美伽 特別公演「およどんお玉と熊ぐす博士」（2008年11月29日 - 12月21日、新歌舞伎座） - 南方熊楠 役
- わが町（2009年10月3日 - 22日、サンケイホールブリーゼ） - 主演・佐渡島他吉 役
- 道頓堀の星（2009年12月16日 - 18日、大阪市中央公会堂） - 主演・くいだおれ太郎 役
- 友情～秋桜のバラード～（2010年2月16日 - 28日、博品館劇場） - 野本信吾 役
- びっくり箱（2010年8月15日 - 9月23日、全国ツアー）
- 天童よしみ 特別公演「夫婦善哉外伝 雨やどり恋歌」（2011年7月7日 - 30日、御園座 / 10月4日 - 27日、博多座 / 2012年3月2日 - 21日、新歌舞伎座） - 良吉 役
- ええから加減（2012年7月1日 - 29日、シアタークリエ / 2013年9月27日 - 12月12日、シアター1010・シアタークリエ ほか全国10公演） - 竹内伸一郎 役
- 島津亜矢 新歌舞伎座公演 「獅子（ライオン）の女房～阪田三吉の妻・小春の生涯～」（2013年2月15日 - 3月4日、新歌舞伎座） - 阪田三吉 役
- だいこん（2014年8月4日 - 17日、中日劇場） - 芳田屋善兵衛 役
- 天国のシャボン玉ホリデー（2015年3月27日 - 29日、三越劇場） - ハナ肇 役（佐藤正宏とのWキャスト出演）
- 長野善光寺御開帳記念朗読会「七つの祈り」（2015年4月14日・15日、善光寺 大本願明照殿 / 4月16日・17日、善光寺 大勧進紫雲閣）[39]
- もののふ白き虎 ～幕末、「誠」に憧れ、白虎と呼ばれた若者達～（2015年9月17日 - 27日、天王洲 銀河劇場 / 10月1日、アートピアホール / 10月3日・4日、梅田芸術劇場 シアター・ドラマシティ） - 西郷頼母 役
- 川中美幸 新春公演「初春 初唄 初笑い 浪花でござる!」（2016年1月2日 - 15日、新歌舞伎座）
- ミュージカル「狸御殿」（2016年8月1日 - 27日、新橋演舞場） - 泥右衛門 役[40]
- シャボン玉飛んどくれ（2016年9月30日 - 10月2日、近鉄アート館） - 政五郎の入所者仲間 役
- 銀二貫（2017年6月1日 - 11日、大阪松竹座） - 嘉平 役[41]
- 土佐堀川 近代ニッポン―女性を花咲かせた女 広岡浅子の生涯（2017年10月4日 - 12月2日、シアタークリエ ほか全国8公演） - 広岡信五郎 役[42]
- 泣いたらアカンで通天閣（2018年2月1日 - 10日、大阪松竹座） - 主演・三好賢悟（ゲンコ） 役[43]
- 川中美幸 特別公演「七変化!美幸一座～母娘愛情物語～」（2018年3月15日 - 27日、新歌舞伎座） - 英和 役
- 大阪環状線 ～君の歌声が聴きたくて1985～ 天王寺駅編（2019年12月13日 - 25日、大阪松竹座） - 幸太のオトン 役[44]
- TOMOIKEプロデュース 第5回公演「伯父の魔法使い」（2020年1月10日 - 13日、本多劇場） - 主演・金沢辰夫 役[45]
- Three Kingdoms～赤壁・戦略編～（2020年11月4日 - 8日、CBGKシブゲキ!!） - 主演・三師 役[46]
- 劇団TEAM-ODAC 第42回本公演「舞台・破天荒フェニックス〜2023」（2023年12月6日 - 12日、こくみん共済 coop ホール/スペース・ゼロ） - 藤田徳之 役[47]
- CHICACO 2024 Episode1（2024年3月29日 - 4月7日、中目黒キンケロ・シアター / 4月13日・14日、一心寺シアター倶楽） - 相葉浩 役[48][49]
- 劇団TEAM-ODAC 第45回本公演「舞台・破天荒フェニックス～2024～」（2024年12月18日 - 22日、銀座 博品館劇場） - 藤田徳之 役
- OFFICE SHIKA CHILDHOOD「クマのプーとアクマのゾゾ」（2025年4月10日 - 20日、座・高円寺1） - クマのプー 役[50]
- 2025年11月公演 松竹創業130周年記念「じゃりン子チエ」（2025年11月15日 - 24日、大阪松竹座） - 花井拳骨 役[51]

### PV
- SHINGO☆西成
  - 「大阪UP」（2012年7月18日）
  - 「独立記念日」（2022年10月17日） - 友情出演[52]
- ES-TRUS『Dear』 - 京口敦史 役
  - 「華向」（2022年8月18日）
  - 「メモする」（2022年9月1日）
  - 「Calling」（2022年9月8日）
  - 「結び」（2022年9月15日）

### ラジオドラマ
- 劇ラヂ!ライブ「無くならへん」（2013年5月3日、NHKラジオ第1）
- FMシアター（NHK-FM）
  - 「真っ赤な夜の出来事」（2016年12月17日） - 清志 役
  - 「摩耶ぎつね」（2021年2月27日） -  六興 役[53]

### ゲーム
- 龍が如く2（2006年12月7日、PlayStation 2） - 別所勉 役

### オリジナルビデオ
- 悪人専用（1990年12月14日、東映ビデオ、監督：長谷部安春） - 主演・卓次 役（林隆三とのW主演）
- 妖獣大戦 猫.NINE LIVES（1994年9月2日、徳間ジャパンコミュニケーションズ、監督：羽仁未央） - 主演・衛（ウェイ） 役
- 梁山泊シリーズ（2002年 - 2004年、インターフィルム、監督：門奈克雄） - 主演・佐久間 役
  - 梁山泊 究極の攻略軍団（2002年9月21日）
  - 梁山泊 仁義なき頂上決戦（2003年7月4日）
  - 梁山泊 攻略の絆（2003年10月3日レンタル開始）
  - 梁山泊～激突!パチスロ大戦争～（2004年3月21日）
- 実録 義戦III 初代侠道会々長 森田幸吉伝～ヤクザの鎮魂歌～（2002年11月25日レンタル開始、プレイビル・ドーダサービス、監督：田代まさし）
- 伝説のやくざシリーズ（2003年・2004年、東映ビデオ、監督：辻裕之） - 波谷守之 役
  - 伝説のやくざ ボンノ 烈火の章（2003年1月10日レンタル開始）
  - 伝説のやくざ ボンノ 落日の章（2003年4月11日レンタル開始）
  - 伝説のやくざ 最後の博徒 修羅の章（2003年11月21日） - 主演
  - 伝説のやくざ 最後の博徒 残侠の章（2004年1月21日） - 主演
- 新・日本の首領シリーズ（2004年・2005年、シネマパラダイス、監督：高瀬將嗣） - 岡部慎次 役
  - 新・日本の首領（2004年4月25日）
  - 新・日本の首領4（2005年1月25日）
  - 新・日本の首領5（2005年4月25日）
  - 新・日本の首領6（2005年7月25日）
- 鬼魄 二代目山口登シリーズ（2006年・2007年、GPミュージアムソフト、監督：高瀬將嗣） - 主演・山口登 役
  - 鬼魄～二代目山口登～（2006年10月25日）
  - 鬼魄 二代目山口登 第二話（2006年12月25日）
  - 鬼魄 二代目山口登 完結編（2007年2月25日）
- 交渉人 堂本零時（2011年12月22日、JSDSS、監督：宝来忠昭） - 貴島 役
- 表と裏シリーズ（2015年・2016年、コンセプトフィルム、監督：藤原健一） - 鬼嶋修一 役
  - 表と裏（2015年2月6日）
  - 表と裏 第2章（2015年4月3日）
  - 表と裏 第3章（2015年7月3日）
  - 表と裏 第4章（2015年10月2日）
  - 表と裏 第5章（2016年1月1日）
  - 表と裏 最終章（2016年4月1日）
- CONFLICT ～最大の抗争～ 第一章 勃発編（2016年7月1日、「最大の抗争」製作委員会、監督：藤原健一） - 安岡洋一 役
  - CONFLICT ～最大の抗争～ 第二章 終結編（2016年8月5日）
- 強者シリーズ（2016年・2017年、オールイン エンタテインメント、監督：金澤克次） - 主演・黒金喧太 役
  - 強者（2016年10月7日）
  - 強者 第2章（2016年12月2日）
  - 強者 第3章（2017年2月3日）
- 修羅の男と家なし少女（2016年12月2日、スターコーポレーション21、監督：高明） - 陳 役
  - 修羅の男と家なし少女2（2017年3月3日）
- 若頭暗殺史 修羅の男たち（2016年12月2日、コンセプトフィルム、監督：柿原利幸）
  - 若頭暗殺史 修羅の男たち2（2017年1月6日）
- 双頭の龍（2017年1月6日、スターコーポレーション21、監督：横山一洋） - 岩熊千史 役
  - 双頭の龍2（2017年3月3日）
- 狂犬と呼ばれた男たち カリスマヤクザ（2017年2月3日、狂犬と呼ばれた男たち製作委員会、監督：浅生マサヒロ） - 大和組系風早組組長 役
  - 狂犬と呼ばれた男たち 外道ヤクザ（2017年4月7日、監督：濱水信） - 東勇会会長 役
- GRAY ZONE（2017年5月5日、コンセプトフィルム、監督：藤原健一） - 加藤陽一 役
  - GRAY ZONE2（2017年6月2日）
- 極道天下布武（2017年6月2日、「極道天下布武」製作委員会、監督：港雄二） - 甘倉義景 役
  - 極道天下布武 第五幕（2018年2月25日）
- 制覇シリーズ（2017年・2018年、スターコーポレーション21、監督：港雄二） - 辰巳丈治 役
  - 制覇12（2017年8月4日）
  - 制覇13（2017年10月6日）
  - 制覇14（2017年10月6日）
  - 制覇15（2018年2月25日）
  - 制覇16（2018年4月25日）
  - 制覇17（2018年6月25日）
  - 制覇18（2018年10月25日）
  - 制覇19（2018年12月25日）
- 首都抗争シリーズ（2017年、首都抗争製作委員会、監督：金澤克次）
  - 首都抗争（2017年10月6日）
  - 首都抗争2（2017年11月3日）
  - 首都抗争3（2017年12月25日）
- 任侠哀歌シリーズ（2018年、任侠哀歌製作委員会、監督：浅生マサヒロ） - 黒崎広志 役
  - 任侠哀歌（2018年3月25日）
  - 任侠哀歌2（2018年5月25日）
  - 任侠哀歌3（2018年7月25日）
- 日本極道戦争シリーズ（2019年 - 2021年、日本極道戦争製作委員会） - 村雨恭二 役
  - 日本極道戦争（2019年3月25日、監督：柿原利幸）
  - 日本極道戦争 第二章（2019年4月25日、監督：柿原利幸）
  - 日本極道戦争 第三章（2019年7月25日、監督：柿原利幸）
  - 日本極道戦争 第四章（2019年9月25日、監督：柿原利幸）
  - 日本極道戦争 第五章（2020年2月25日、監督：港雄二）
  - 日本極道戦争 第六章（2020年4月25日、監督：港雄二）
  - 日本極道戦争 第七章（2020年8月25日、監督：港雄二）
  - 日本極道戦争 第八章（2020年10月25日、監督：港雄二）
  - 日本極道戦争 第九章（2021年1月25日、監督：港雄二）
- カバディ!カバディ!（2019年10月2日、シネマドライブ、監督：泊誠也） - 宇崎 役

## 書籍
- 浪速のロッキーのどついたるねん（1987年、ISBN 9784062036542）
- 赤井英和セーターズ（1992年、ISBN 9784529022590）
- 赤井英和のごんたくれ - 疾風怒涛の青春記（1994年、ISBN 9784413070515）
- 英和辞典（1995年、ISBN 9784163499901）
タイトルは、自身の名前「英和」と英和辞典をかけている。
- 人生さだかやない（1995年、ISBN 9784022569080）
- 赤井英和のなにがなんでもごんたくれ 獅子奮迅の挑戦記（1998年、ISBN 9784413070515）
- さくらこ ももこ - わが逝きし子らよ（1999年、ISBN 9784094032819）

## 音楽

### シングル
- 2008年11月5日『たこやき音頭』
- 2009年8月5日『串かつ（二度付け禁止）』（赤井英和 with ICHIMONKAI名義）

## 受賞歴
- 1989年 
  - 第63回キネマ旬報ベスト・テン・新人男優賞（『どついたるねん』）
  - 第14回報知映画賞 新人賞（『どついたるねん』）
  - 第44回毎日映画コンクール・スポニチグランプリ新人賞（『どついたるねん』）
- 1993年 
  - 第31回ゴールデン・アロー賞・演劇新人賞（『幻の街』）
- 1994年
  - 第4回TV LIFE年間ドラマ大賞 主演男優賞（『人間・失格〜たとえばぼくが死んだら』）[54]
- 1995年 
  - 第18回日本アカデミー賞・優秀主演男優賞（『119』）[55]
- 2001年
  - 第24回日本アカデミー賞・優秀助演男優賞（『十五才 学校IV』）
- 2015年
  - 2015 55th ACC CM FESTIVAL・クラフト賞 フィルム部門 演技賞 （健康コーポレーション「ライザップ」のCMの演技に対して[56]）
- 2021年
  - WICA・外国映画部門最優秀主演男優賞（『ねばぎば 新世界』）[57]